# Erik Anderson i Hägelåkra
Sven Erik Anderson, Anderson i Hägelåkra, född 11 augusti 1870 i Frödinge, Kalmar län, död 4 maj 1956 i Målilla, Kalmar län, var en svensk lantbrukare och riksdagspolitiker.
Anderson var lantbrukare i Hägelåkra i Målilla. I riksdagen var han ledamot av andra kammaren för Aspelands och Handbörds domsagas valkrets 1909–1911, för Kalmar läns norra valkrets 1912–1915, och av första kammaren för Kalmar läns norra valkrets 1921 och för Kalmar läns och Gotlands läns valkrets 1922–1937. Partipolitiskt tillhörde han lantmannapartiet 1909–1911, lantmanna- och borgarpartiet 1912–1915, nationella partiet 1921–1934 och högerpartiet 1935–1937. Han var även landstingsman för Kalmar läns norra landsting 1901–1943 och 1929–1943 ordförande i detta.